# Cruscades
Cruscades là một xã của Pháp, nằm ở tỉnh Aude trong vùng Occitanie. 
Người dân địa phương trong tiếng Pháp gọi là Cruscadéls.

## Hành chính
| Danh sách các xã trưởng                |           |                        |              |         |
| Giai đoạn                              | Giai đoạn | Tên                    | Đảng         | Tư cách |
| mars 2008                              | 2014      | Jean-Claude Morassutti |              | Maire   |
| mars 2001                              | 2008      | Roger Dedieu           | apparenté PS | Maire   |
| Tất cả các dữ liệu trước đây không rõ. |           |                        |              |         |

## Thông tin nhân khẩu
| Năm | 1934 | 1962 | 1968 | 1975 | 1982 | 1990 | 1999 | 2005 |
| --- | ---- | ---- | ---- | ---- | ---- | ---- | ---- | ---- |
| Dân số | 447  | 349  | 374  | 341  | 290  | 289  | 324  | 412  |
| From the year 1968 on: No double counting—residents of multiple communes (e.g. students and military personnel) are counted only once. |      |      |      |      |      |      |      |      |